# 7290 Johnrather
7290 Johnrather (1991 JY1) là một tiểu hành tinh vành đai chính được phát hiện ngày 11 tháng 5 năm 1991 bởi E. F. Helin ở Palomar.